# Hasnon
Hasnon is een gemeente in het Franse Noorderdepartement (Frans: département du Nord), in de regio Hauts-de-France. De gemeente en maakt deel uit van het arrondissement Valenciennes. Hasnon ligt aan de Skarpe. Hasnon telde op 1 januari 2022 3.853 inwoners.

## Geografie
De oppervlakte van Hasnon bedroeg op 1 januari 2022 12,74 vierkante kilometer; de bevolkingsdichtheid was toen 302,4 inwoners per km². Naast het centrum liggen in de gemeente nog de gehuchten Grand Bray en Cataine.

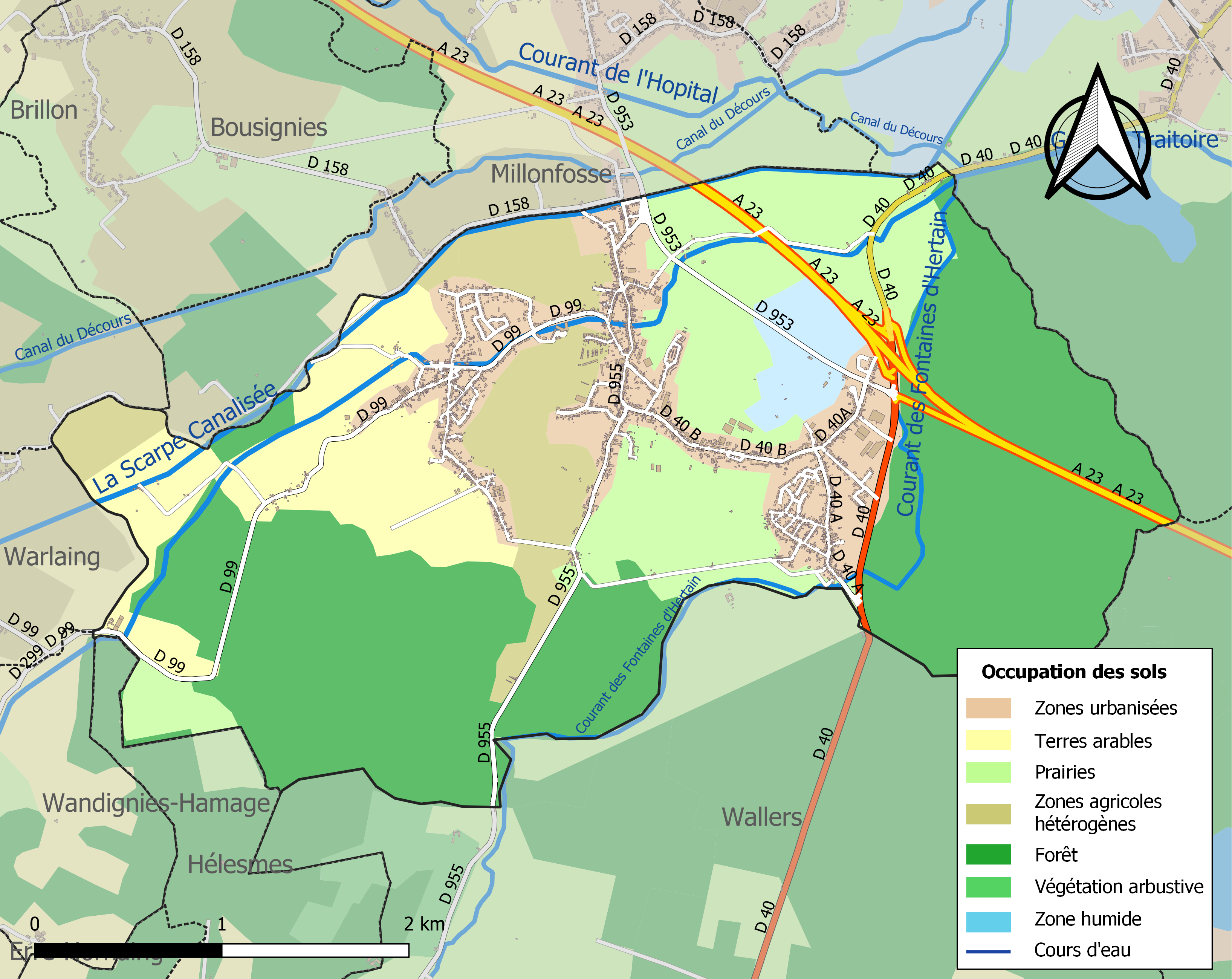
Kaart van de gemeente met belangrijkste infrastructuur, bodemgebruik en omliggende gemeenten

## Geschiedenis
In de middeleeuwen werd hier de Abdij van Hasnon opgericht.

## Bezienswaardigheden
- De Sint-Marcellinus en Sint-Petruskerk (Église Saint-Marcelin et Saint-Pierre) is een neoclassicistisch kerkgebouw van 1815.
- Op het kerkhof van Hasnon liggen 18 Canadese oorlogsgraven uit Eerste Wereldoorlog.

## Natuur en landschap
Het Mare à Goriaux is een meer dat ontstaan is door de verzakkingen ten gevolge van de steenkoolwinning. Nabij het meer bevindt zich een terril. Het meer is tegenwoordig een vogelreservaat. Hasnon wordt doorstroomd door de Scarpe, het Omleidingskanaal (Canal du Décours) en de Courant des Fontaines d'Hertain, die hier in de Scarpe uitmondt. De hoogte aan de kerk bedraagt 20 meter.

## Demografie
Onderstaande figuur toont het verloop van het inwonertal (bron: INSEE-tellingen).

## Nabijgelegen kernen
Millonfosse, Warlaing, Wandignies-Hamage, Hélesmes, Wallers